# Ramularia primulae

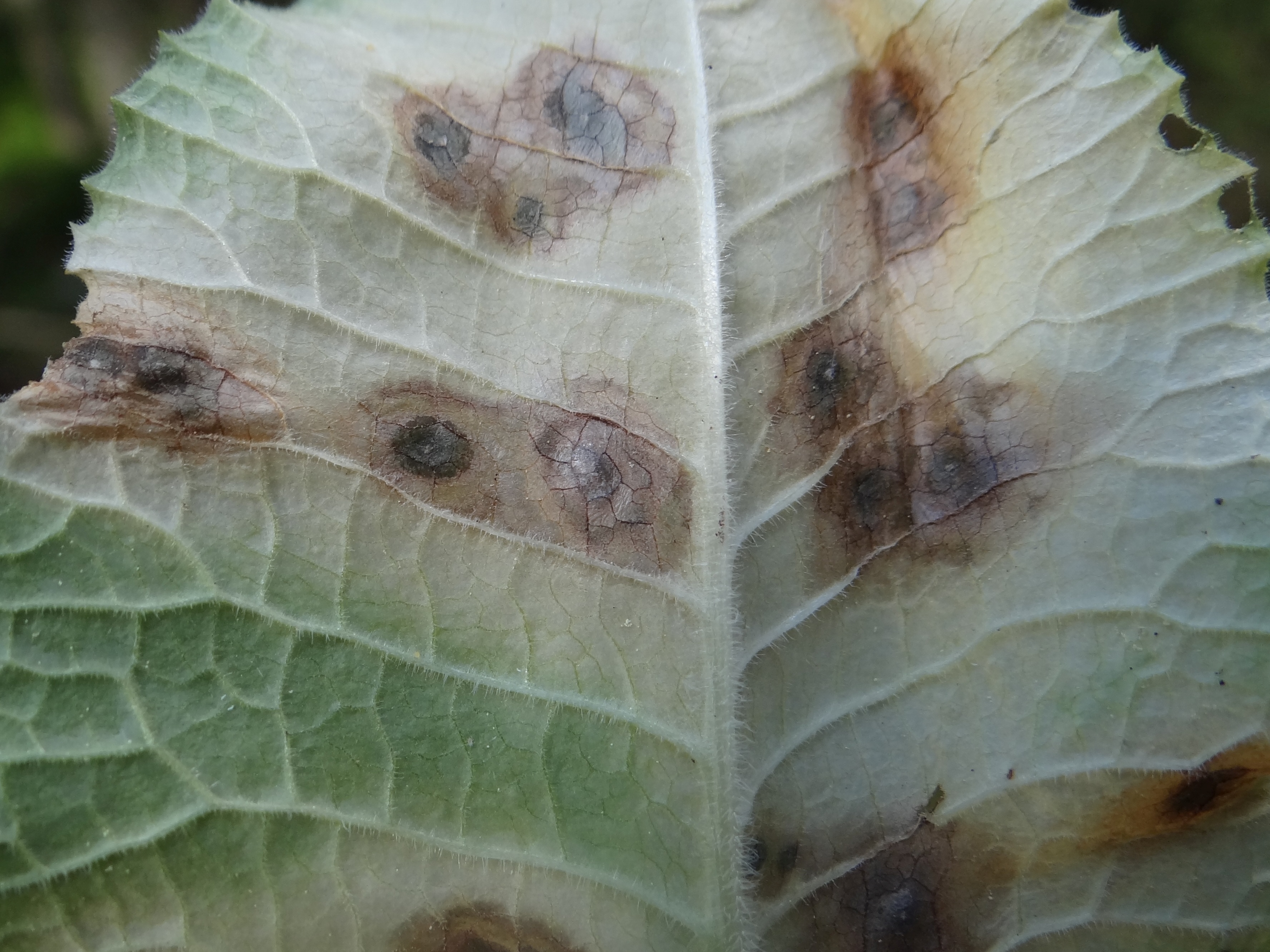
Plamy w powiększeniu

Ramularia primulae Thüm.  – gatunek grzybów z klasy Dothideomycetes. Wywołuje plamistość liści pierwiosnka.  

## Systematyka i nazewnictwo
Pozycja w klasyfikacji według Index Fungorum: Ramularia, Mycosphaerellaceae, Capnodiales, Dothideomycetidae, Dothideomycetes, Pezizomycotina, Ascomycota, Fungi.
Synonim: Cylindrosporium primulae (Thüm.) J. Schröt. 1908.

## Morfologia
W miejscach rozwoju grzybni Ramularia primulae na obydwu stronach liści porażonych roślin tworzą się mniej więcej okrągłe, kanciaste i nieregularne plamy o średnicy 1-10 mm. Początkowo są żółtawo-ochrowe, potem coraz ciemniejsze: żółtawo-ochrowe, brązowe, szarobeżowe, w końcu szare. Obrzeże rozmyte, ciemniejsze, otoczone żółtawą plamą, często plamy te zlewają się. Grzybnia rozwija się w tkance miękiszowej wewnątrz liści. Strzępki bezbarwne, z przegrodami, rozgałęzione. Konidiofory w małych pęczkach, wyrastają z grzybni przez aparaty szparkowe liści lub przez naskórek. Są wyprostowane, długie, nitkowate, niemal cylindryczne, powyginane, faliste, kolankowate, czasami rozgałęzione. Mają długość 20–60(75) μm i szerokość 3–6 μm. Są bezbarwne, z przegrodami lub bez, gładkościenne. Blizny po oderwanych zarodnikach nieco zgęstniałe i ciemniejsze. Konidia odrywają się pojedynczo, czasami w rozgałęzionych łańcuchach. Są bezbarwne, elipsoidalno-owalne, o rozmiarach (8)10–35 × 3–61 μm, z przegrodami. Mają gładką lub nieco szorstką powierzchnię.

## Występowanie i siedlisko
Jest szeroko rozprzestrzeniony, poza Antarktydą występuje na wszystkich kontynentach.
W Polsce występuje na pierwiosnku lekarskim, pierwiosnku wyniosłym i pierwiosnku łyszczaku.

## Gatunki podobne
Na pierwiosnkach podano występowanie 3 gatunków powodujących plamistość liści pierwiosnka: Ramularia primulae Thüm., Cercosporella primulae Allesch. i Ovularia primulana P. Karst. Ich odrębność budziła wielokrotnie zastrzeżenia. Ovularia primulana uznano za synonim Cercosporella primulae, dwa pierwsze gatunki uznano za odrębne. Różnią się głównie fizjologiczną aktywnością i oddziaływaniem patologicznym.